# Tahtaja
Tahtaja (arab. تحتايا) – miejscowość w Syrii, w muhafazie Idlib. W 2004 roku liczyła 1298 mieszkańców.